# مسحة رطبة مهبلية
المسحة الرطبة المهبلية (اختبار اللطاخة المهبلية أو الإعداد الرطب) هو فحصٌ نسائيٌ تفحص فيه عينة من الإفراز المهبليّ باستخدام إعدادٍ رطب للمجهر بوضع نموذج الفحص على شريحةٍ زجاجيةٍ ومزجه مع محلول ملحي. يُستخدم لمعرفة سبب التهاب المهبل والفرج.

## التطبيقات
تستخدم المسحات الرطبة المهبلية في حالة ظهور أعراض التهاب المهبل مثل حكة المهبل، أو الحرقة، أو الطفح، أو الرائحة، أو الإفرازات. قد يساعد في حال الاشتباه في عدوى فطر الخميرة المهبلية، وداء المشعرات، والتهاب المهبل البكتيري.
قد تصيب العدوى مثل الكلاميديا، والثآليل التناسلية، والزهري، والهربس البسيط، والسيلان المهبل أيضًا، ولكن يُكشَف عن هذه الأمراض بإجراء اختبارات أخرى. قد يستخدم أيضًا في التحقيقات في حالات الاغتصاب لكشف وجود السائل المنوي.

## الطريقة
لا يجرى اختبار المسحة الرطبة المهبلية أثناء فترة الحيض، لأن دم الحيض على الشريحة قد يؤثر على النتائج. كما يجب تجنُّب الريّ المهبليّ أو استخدام الدِكة أو ممارسة الجنس لمدة 24 ساعة قبل الاختبار (فربما يغير من درجة الحموضة المهبلية). لا ينبغي أن تستخدم الأدوية المهبلية (مثل دواء الخميرة المهبلية بدون وصفة) خلال يومين أو ثلاثة أيام قبل الاختبار.
تُؤخذ العينة بينما تكون المريضة في وضعية بضع المثانة. يُستخدَم منظارٌ في تسهيل استخدام الماسحة أو الملوق لأخذ عينة من السائل داخل المهبل. قد تسبب عملية أخذ العينة بعض الانزعاج ونزيف بسيط، لكن خلاف ذلك لا يوجد مخاطر مرتبطة. تُلطَخ العينة بعد ذلك على شريحة مجهرية وتُفحَص بواسطة الفحص المجهري المُعَد إعدادًا رطبًا بوضع العينة على الشريحة الزجاجية ومزجها مع محلول ملحي.

## التفسير
عادةً، لا توجد الخميرة أو المشعَرة على الشريحة. وتكون خلايا الدم البيضاء والخلايا الدلالية غائبة أو بعدد منخفض للغاية.
أعراض العدوى التي يمكن تشخيصها باستخدام المسحة الرطبة المهبلية:
- عادة ما تسبب عدوى الخميرة المهبلي إفرازًا أبيض اللون، ومتكتلًا يبدو مثل الجبن القريش.
- تُشخَّص إذا وجدت الخيطان الكاذبة أو براعم الخميرة (تكون مرئية في 50% فقط من الأوقات).
- تسبب المشعَرة إفرازًا مهبليًا بلونٍ فستقي، رغوي، ذو رائحة سيئة.
- تُشخَّص إذا رُصدت المشعَرة المتحركة على الشريحة.
- ينتج التهاب المهبل البكتيري عامة إفرازًا مهبليًا رقيق القوام، وحليبي اللون، وكريه الرائحة.
- تُشخَص باستخدام معايير أمسل- يجب توافر ثلاثة على الأقل من الأربعة معايير التالية:
- >20% من الخلايا الظهارية خلايا دلالية.[3]
- الإفراز رقيق القوام ومتجانس.
- رائحة العينة كريهة (كرائحة السمك) عندما تمزج بهيدروكسيد البوتاسيوم «اختبار النفحة».
- درجة الحموضة (الرقم الهيدروجيني) للسائل المهبلي > 4.5.

علاوة على ذلك، يعد وجود خلايا الدم البيضاء علامةً عامة على الإصابة بالعدوى.

## فحوصات الإفراز المهبلي المصاحبة
تستخدم عادة عينة من الإفراز المهبلي مُعدَةً إعدادًا رطبًا في الفحوصات الإضافية التالية:
- شريحة هيدروكسيد البوتاسيوم ال كيه.أو.آتش (KOH): توضع عينة من الإفراز المهبلي على شريحة وتمزج بمحلول من هيدروكسيد البوتاسيوم (KOH). يقتُل هيدروكسيد البوتاسيوم (KOH) البكتريا وخلايا المهبل تاركًا فقط الخميرة لتسهيل كشف عدوى الخميرة. يمكن إضافة عدة قطرات من محلول هيدروكسيد البوتاسيوم (كيه أو آتش) (KOH) إلى عينة من الإفراز المهبلي لكشف أي رائحة كريهة قوية ينتجها المزيج، والتي قد تدل على وجود إصابة بالتهاب المهبل البكتيري. يسمى هذا الإجراء الأخير اختبار النفحة.[1]
- اختبار درجة الحموضة المهبلية: تتراوح درجة الحموضة المهبلية الطبيعية بين 3.8 إلى 4.5. يسبب التهاب المهبل البكتيري، داء المشعرات، التهاب المهبل الضموري غالبًا درجة حموضةٍ مهبلية تزيد عن 4.5.

إذا أُوصى بها، تستخدم العينة أيضًا في:
- الكشف عن التهاب المهبل الضموري بالمزيد من التصبيغ.
- عمل مزرعة بكتيرية مهبلية، لنرى إذا كانت البكتريا، أو الخميرة، أو المشعرات ستنمو.[1]